# Wiatr od morza (film)
Wiatr od morza – polski film fabularny z 1930 roku. Ekranizacja powieści Stefana Żeromskiego o tym samym tytule. Ostatni niemy film polski
.

## Obsada
- Maria Malicka – Teresa
- Adam Brodzisz – Ryszard
- Eugeniusz Bodo – Otto
- Kazimierz Junosza-Stępowski – Fryderyk von Arffberg
- Tekla Trapszo – gospodyni
- Czesław Skonieczny – rządca
- Irena Gawęcka – rybaczka
- Janusz Strachocki – mąż rybaczki
- Jerzy Kobusz – Poldek
- Adolf Dymsza – Stefek